# Pierre Bastien
Pierre Charles Victor Bastien (* 9. März 1912 in Lille; † 13. Mai 2010 in Princeton) war ein französischer Chirurg und Numismatiker. Bedeutung erlangte Bastien als Numismatiker durch seine Forschungsarbeiten zur spätrömischen kaiserlichen Münzstätte Lyon und zu den Bronzeprägungen des Postumus im Gallischen Sonderreich. Seine Katalogwerke dazu gelten heute als Standardwerke der Numismatik.

## Leben und Werk
Bastien erlangte 1937 seinen Doktor in Medizin und praktizierte als Chirurg in Dunkerque bis zu seinem Ruhestand 1977. Anschließend zog er zu seinen Kindern nach New Jersey, wo er unweit der Universität Princeton bis zu seinem Tod lebte und forschte. Bastien war sechs Jahrzehnte mit seiner Frau verheiratet und hatte drei Kinder.
Bedeutung erlangte Bastien durch seine Forschungsarbeiten zur spätrömischen Numismatik. Zwischen 1955 und 1996 veröffentlichte er dazu mehr als 182 Arbeiten. Seine Schwerpunkte lagen anfangs in der Auswertung von römischen Münzfunden (zum Beispiel dem 3256 Münzen umfassenden Fund von Thibouville zusammen mit Hans-Georg Pflaum). 1964 publizierte er ein erstes Standardwerk zu den Münzprägungen des Gegenkaisers Magnentius. 1965–1967 war er Präsident der Société Française de Numismatique. 1967 folgte ein weiteres Standardwerk zu den Bronzeprägungen des Postumus im Gallischen Sonderreich. Als er 1972 in Geschichte promoviert wurde, erschien sein erster von sechs Bänden zur spätrömischen Münzstätte Lyon, die er weitere 15 Jahre lang maßgeblich erforschte. Mit hohem Alter widmete sich Bastien der Erforschung römischer Kaiserbüsten auf Münzen.
1977 wurde er zum korrespondierenden Mitglied der British Academy gewählt.

## Veröffentlichungen (Auswahl)
- Le monnayage de Magnence (350-353). Wetteren 1964
- Le monnayage de bronze de Postume. Éditions Cultura, Wetteren, 1967.
- Le monnayage de l’atelier de Lyon. – Dioclétien et ses corégents avant la réforme monétaire (285–294). Éditions Numismatique romaine, Wetteren 1972.
- Le monnayage de l’atelier de Lyon. – De la réouverture de l’atelier par Aurélien à la mort de Carin (fin 274 – mi-285). Éditions Numismatique romaine, Wetteren 1976.
- Le monnayage de l’atelier de Lyon. – De la réforme monétaire de Dioclétien à la fermeture temporaire de làtelier en 316 (294–316). Éditions Numismatique romaine, Wetteren 1980.
- Le monnayage de l’atelier de Lyon. – De la réouverture de l’atelier en 318 à la mort de Constantin (318–337). Éditions Numismatique romaine, Wetteren 1982.
- Le monnayage de l’atelier de Lyon. – De la mort de Constantin à la mort de Julien (337–363). Éditions Numismatique romaine, Wetteren 1985.
- Le monnayage de l’atelier de Lyon. – Du règne de Jovien à la mort de Jovin (363–413). Éditions Numismatique romaine, Wetteren 1987.
- Le monnayage de l’atelier de Lyon. – Suppl. I. Le médaillon de plomb de Lyon. (Das Lyoner Bleimedaillon) Éditions Numismatique romaine, Wetteren 1989.
- Le buste monétaire des empereurs romains. 3 Bände, Wetteren 1992–1994.